# Monte Saltonstall (Antartide)
Il Monte Saltonstall (in lingua inglese: Mount Saltonstall) è una montagna tabulare antartica, alta 2.975 m, situata sul fianco sud del Ghiacciaio Poulter, 1,9 km a sud del Monte Innes-Taylor, nei Monti della Regina Maud, in Antartide.   
Fu scoperto nel dicembre 1934 dal gruppo geologico guidato da Quin Blackburn, che faceva parte della seconda spedizione antartica dell'esploratore polare statunitense Byrd.
La denominazione fu assegnata dallo stesso Byrd in onore di John Lee Saltonstall Sr. (1878–1959), un banchiere di Beverly nel Massachusetts, che era uno dei finanziatori della spedizione.